# Света София (Солун)
Вижте пояснителната страница за други значения на Света София.
„Света София“ (на гръцки: Αγία Σοφία) е средновековна православна църква, базилика в македонския град Солун, Егейска Македония, Гърция.
От 1988 година е сред обектите на световното наследство на Юнеско като част от Раннохристиянските и византийските паметници в Солун.

## История на храма
Първите писмени източници за църквата са от 795 година. Според археологическите доказателства, храмът е построен в края на VII век или между 690 и 730 година върху руините на базилика от V век, която е разрушена при земетресението около 620 година.
След като кръстоносците от Четвъртия кръстоносен поход завладяват Солун в 1204 година, църквата става катедрален храм на Солунското кралство. След превземането на града от епирския деспот Теодор Комнин, „Света София“ отново става седалище на православния епископ в Солун, което положение се запазва до 1523-1524 година, когато храмът е превърнат в джамия от Ибрахим паша Паргалъ след завладяването на Солун от османците под името Ая София джамия. Сградата е изпепелена от пожар в 1890 година и е реставрирана в 1907 - 1909 година. Храмът отново става църква на 29 юни 1913 година. В 1917 година е създадена комисия от археолози, които пренасят архитектурни фрагменти от цял Солун в археологическата сбирка в двора на „Света София“, която помещава много скулптурни произведения. Много скулптури след това са пренесени в ротондата „Свети Георги“.
След земетресението от 1978 година се провеждат възстановителни работи по строежа и мозаичната украса, а също така и разкопки в църквата и околностите ѝ.

## Архитектура
Църквата е с размери 42 метра дължина и 35 метра ширина, диаметър на купола – около 10 метра, а кръстът е на височина около 16 метра. Архитектурата на храма съчетава в себе си черти на кръстокуполен храм и трикорабна базилика.
Мозаечната украса в храма е изпълнена в три различни периода. Запазените стенописи датират от XI век. Запазени са образи на монаси, светци и образът на света Теодора в Солун (близо до северния вход). В църквата има три мозайки с образите на Константин VI, майка му Ирина Атинянката и солунския епископ и светец Теофил. От около XI – XII век е изображението на Богородица с младенеца.